# Arriva Personenvervoer Nederland

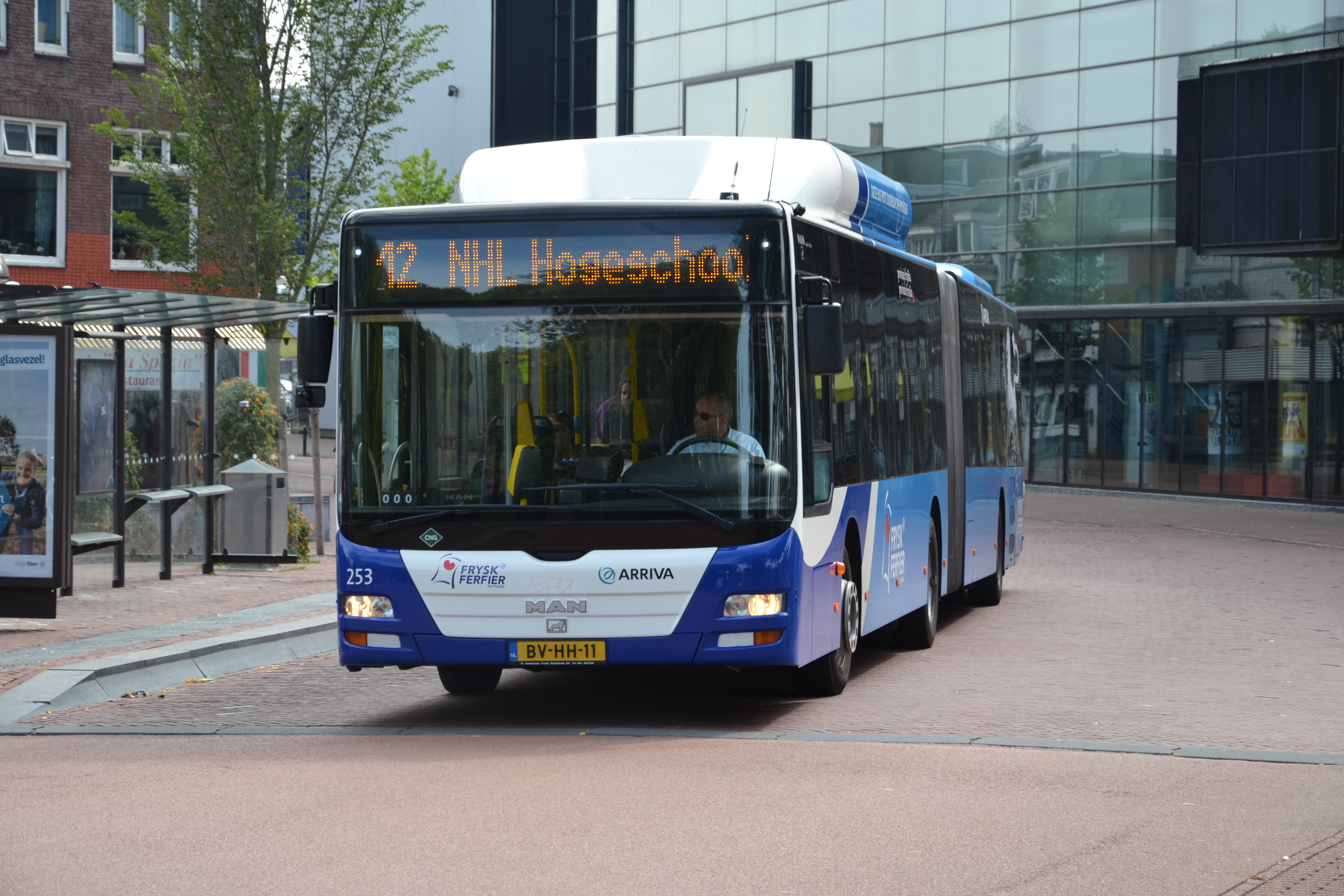

Arriva Personenvervoer Nederland est une entreprise de transport néerlandaise, filiale de Arriva. Son siège est situé à Heerenveen, en Frise.